# جهبذ (تذوق)

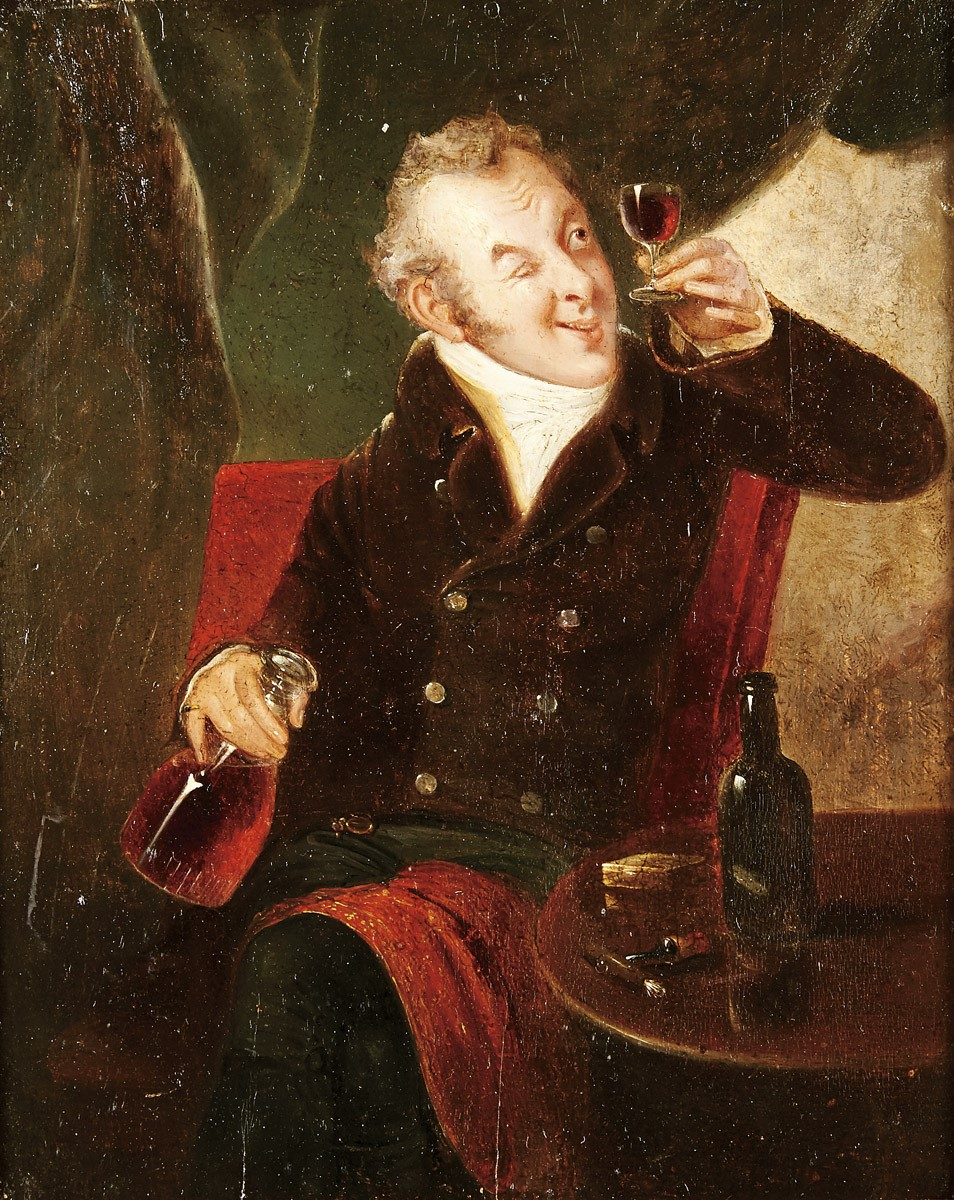
تذوق أو اختبار النبيذ في المدرسة الإنجليزية في القرن التاسع عشر.

الجِهْبِذ أو العارف أو الخبير أو المتذوق هو شخص لديه قدر كبير من المعرفة عن الفنون الجميلة؛ أو من يُقدّر بشدة المأكولات والنبيذ الفاخر ومنتجات الذِّواقة الأخرى ؛ أو من هو قاضي خبير في مسائل الذوق. قد يُستخدم بمعنى ساخر جزئيًا. تظل الخبرة المهنية في تجارة الفن مهارة حاسمة لتحديد وإسناد الأعمال للفنانين الفرديين من خلال الأسلوب والتقنية حيث لا توجد أدلة وثائقية على المصدر. الوضع في تجارة النبيذ مشابه ، على سبيل المثال في تقييم احتمالية الشيخوخة في نبيذ صغير من خلال تذوق نبيذ.